# Jaroslav Svoboda (lední hokejista)
Jaroslav Svoboda (* 1. června 1980, Červenka u Olomouce) je bývalý český hokejový útočník. V juniorských letech začínal v Olomouci, záhy však odešel do zámoří, kde hrál NHL v týmech Carolina Hurricanes a Dallas Stars. V roce 2006 se vrátil zpět do ČR a působil v klubu HC Znojemští Orli. V roce 2009 přestoupil do Komety Brno, odkud v roce 2012 zamířil do HC Lev Praha. Naposledy nastoupil k několika utkáním slovenské extraligy v sezóně 2016/17.

## Ocenění a úspěchy
- 2000 WHL - Nejlepší střelec v play off
- 2000 WHL - Nejproduktivnější hráč v play off

## Prvenství

### NHL
- Debut - 11. března 2002 (Carolina Hurricanes proti Calgary Flames)
- První gól - 28. března 2002 (Carolina Hurricanes proti Philadelphia Flyers, brankáři Neil Little)
- První asistence - 28. března 2002 (Carolina Hurricanes proti Philadelphia Flyers)

### ČHL
- Debut - 7. ledna 2005 (HC Dukla Jihlava proti HC Oceláři Třinec)
- První gól - 15. září 2006 (HC Znojemští Orli proti HC Lasselsberger Plzeň, brankáři Romanu Málkovi)
- První asistence - 4. února 2005 (HC Oceláři Třinec proti HC Slavia Praha)

### KHL
- Debut - 6. září 2012 (HC Lev Praha proti Dinamo Riga)
- První gól - 13. září 2012 (Viťaz Čechov proti HC Lev Praha, brankáři Ivan Kasutin)

## Klubová statistika
| Sezóna       | Klub                 | Soutěž       |     | Základní část | Základní část | Základní část | Základní část | Základní část |    | Play off | Play off | Play off | Play off | Play off |
| Sezóna       | Klub                 | Soutěž       | Z   | G             | A             | B             | TM            | Z             | G  | A        | B        | TM       |          |          |
| 1995–96      | HC Olomouc           | ČHL-20       | 40  | 13            | 15            | 28            | —             | —             | —  | —        | —        | —        |          |          |
| 1996–97      | HC Olomouc           | ČHL-18       | 2   | 0             | 0             | 0             | —             | —             | —  | —        | —        | —        |          |          |
| 1996–97      | HC Olomouc           | ČHL-20       | 37  | 19            | 14            | 33            | —             | —             | —  | —        | —        | —        |          |          |
| 1997–98      | HC Olomouc           | ČHL-20       | 36  | 14            | 21            | 35            | —             | —             | —  | —        | —        | —        |          |          |
| 1997–98      | HC Olomouc           | 1.ČHL        | 15  | 0             | 1             | 1             | —             | —             | —  | —        | —        | —        |          |          |
| 1998–99      | Kootenay Ice         | WHL          | 54  | 26            | 33            | 59            | 46            | 7             | 2  | 2        | 4        | 11       |          |          |
| 1999–00      | Kootenay Ice         | WHL          | 56  | 23            | 43            | 66            | 97            | 21            | 15 | 13       | 28       | 51       |          |          |
| 1999–00      | Kootenay Ice         | M-Cup        | —   | —             | —             | —             | —             | 3             | 0  | 0        | 0        | 10       |          |          |
| 2000–01      | Cincinnati Cyclones  | IHL          | 52  | 4             | 10            | 14            | 25            | —             | —  | —        | —        | —        |          |          |
| 2001–02      | Lowell Lock Monsters | AHL          | 66  | 12            | 16            | 28            | 58            | —             | —  | —        | —        | —        |          |          |
| 2001–02      | Carolina Hurricanes  | NHL          | 10  | 2             | 2             | 4             | 2             | 23            | 1  | 4        | 5        | 28       |          |          |
| 2002–03      | Lowell Lock Monsters | AHL          | 9   | 1             | 1             | 2             | 10            | —             | —  | —        | —        | —        |          |          |
| 2002–03      | Carolina Hurricanes  | NHL          | 48  | 3             | 11            | 14            | 32            | —             | —  | —        | —        | —        |          |          |
| 2003–04      | Carolina Hurricanes  | NHL          | 33  | 3             | 1             | 4             | 6             | —             | —  | —        | —        | —        |          |          |
| 2003–04      | Lowell Lock Monsters | AHL          | 9   | 2             | 2             | 4             | 4             | —             | —  | —        | —        | —        |          |          |
| 2004–05      | HC Oceláři Třinec    | ČHL          | 9   | 0             | 2             | 2             | 14            | —             | —  | —        | —        | —        |          |          |
| 2004–05      | HC Olomouc           | 1.ČHL        | 18  | 7             | 6             | 13            | 67            | —             | —  | —        | —        | —        |          |          |
| 2005–06      | Dallas Stars         | NHL          | 43  | 4             | 3             | 7             | 22            | 2             | 0  | 0        | 0        | 2        |          |          |
| 2006–07      | HC Znojemští Orli    | ČHL          | 51  | 10            | 0             | 10            | 160           | 9             | 1  | 1        | 2        | 56       |          |          |
| 2007–08      | HC Znojemští Orli    | ČHL          | 38  | 12            | 8             | 20            | 60            | 1             | 0  | 0        | 0        | 27       |          |          |
| 2008–09      | HC Znojemští Orli    | ČHL          | 42  | 11            | 3             | 14            | 36            | —             | —  | —        | —        | —        |          |          |
| 2009–10      | HC Kometa Brno       | ČHL          | 42  | 8             | 4             | 12            | 49            | —             | —  | —        | —        | —        |          |          |
| 2010–11      | HC Kometa Brno       | ČHL          | 27  | 2             | 4             | 6             | 18            | —             | —  | —        | —        | —        |          |          |
| 2011–12      | HC Kometa Brno       | ČHL          | 41  | 5             | 6             | 11            | 47            | 19            | 3  | 3        | 6        | 24       |          |          |
| 2012–13      | HC Lev Praha         | KHL          | 25  | 2             | 0             | 2             | 4             | —             | —  | —        | —        | —        |          |          |
| 2012–13      | Sparta Praha         | ČHL          | 4   | 3             | 0             | 3             | 2             | 7             | 0  | 2        | 2        | 6        |          |          |
| 2013–14      | Piráti Chomutov      | ČHL          | 25  | 8             | 4             | 12            | 43            | —             | —  | —        | —        | —        |          |          |
| 2014–15      | HC Red Ice           | NLB          | 5   | 1             | 2             | 3             | 0             | —             | —  | —        | —        | —        |          |          |
| 2014–15      | HK Martin            | SHL          | 18  | 3             | 5             | 8             | 24            | 5             | 1  | 1        | 2        | 4        |          |          |
| 2015–16      | HC Nové Zámky        | 1.SHL        | 17  | 12            | 9             | 21            | 6             | —             | —  | —        | —        | —        |          |          |
| 2016–17      | HC Nové Zámky        | SHL          | 3   | 0             | 1             | 1             | 4             | 4             | 0  | 1        | 1        | 4        |          |          |
| Celkem v ČHL | Celkem v ČHL         | Celkem v ČHL | 279 | 59            | 31            | 90            | 429           | 60            | 11 | 15       | 26       | 127      |          |          |
| Celkem v NHL | Celkem v NHL         | Celkem v NHL | 134 | 12            | 17            | 29            | 62            | 25            | 1  | 4        | 5        | 30       |          |          |

## Reprezentace
| Rok                       | Tým                       | Soutěž                    | Z  | G | A | B | TM |
| ------------------------- | ------------------------- | ------------------------- | -- | - | - | - | -- |
| 1998                      | Česko 18                  | ME-18                     | 6  | 2 | 3 | 5 | 6  |
| 2000                      | Česko 20                  | MSJ                       | 7  | 1 | 2 | 3 | 6  |
| Juniorská kariéra celkově | Juniorská kariéra celkově | Juniorská kariéra celkově | 13 | 3 | 5 | 8 | 12 |